# Anisacate (animal)
Anisacate es un género de arañas araneomorfas de la familia Amaurobiidae. Se encuentran en Sudamérica.

## Especies
Según The World Spider Catalog 11.0:
- Anisacate fragile Mello-Leitão, 1941
- Anisacate fuegianum (Simon, 1884)
- Anisacate tigrinum (Mello-Leitão, 1941)